# Lîpivka, Snovsk
Lîpivka (în ucraineană Липівка) este un sat în comuna Hirsk din raionul Snovsk, regiunea Cernihiv, Ucraina.

## Demografie
Componența lingvistică a localității Lîpivka
     Rusă (57,78%)
     Ucraineană (42,22%)
Conform recensământului din 2001, majoritatea populației localității Lîpivka era vorbitoare de rusă (57,78%), existând în minoritate și vorbitori de ucraineană (42,22%).